# صلاح‌الدین بیانی
صلاح‌الدین بیانی (۱۳۱۷ نشتیفان - ۱۳۷۴ مشهد) نماینده دوره اول مجلس شورای اسلامی حوزه انتخابیه خراسان رضوی (خواف) از شهر نشتیفان از خراسان و نخستین نماینده مجلس شورای اسلامی از شهرستان خواف بود که تنها رای مخالف به عدم کفایت ابوالحسن بنی صدر در مجلس بود.
صلاح الدین بیانی تحصیلات ابتدایی خود را در نشتیفان و تربت حیدریه و دوره دبیرستان را در مشهد تهران سپری نمود. سپس برای تحصیلات تکمیلی به تهران رفته و در رشته حقوق قضایی از دانشگاه تهران فارغ‌التحصیل شد. پس از اتمام تحصیلات تهران بیانی ابتدا به سمت قاضی در شهرستاناسفراین انتخاب شده و پس از مدتی به سمت بازپرس دادگاه بیرجند منصوب می‌شود. در سال ۱۳۵۴ از قضاوت استعفا داده و به وکالت (وکیل پایه یک دادگستری) مشغول شد. بعد از پیروزی انقلاب بیانی از طرف مردم خواف و رشتخوار به نمایندگی مجلس اول برگزیده شد. او در اولین دوره نمایندگی مجلس شورای اسلامی توانست با کسب ۲۲٬۶۷۵ رای برابر با ۶۰٫۵ ٪ آراء به مجلس راه یابد
صلاح‌الدین بیانی (۱۳۱۷ خواف - ۱۳۷۴ مشهد) نماینده دوره اول مجلس شورای اسلامی حوزه انتخابیه خراسان رضوی (خواف) از شهر نشتیفان از خراسان و نخستین نماینده مجلس شورای اسلامیاز شهرستان خواف بود که تنها رای مخالف به عدم کفایت ابوالحسن بنی صدر در مجلس بود.
او در سن ۵۷ سالگی (۱۳۷۴) درگذشت 
.